# Chromacilla foveata
Chromacilla foveata är en skalbaggsart som först beskrevs av Aurivillius 1913.  Chromacilla foveata ingår i släktet Chromacilla och familjen långhorningar. Inga underarter finns listade i Catalogue of Life.